# 삼례 나들목
삼례 나들목(Samnye IC)은 전북특별자치도 익산시 왕궁면 온수리에 위치한 호남고속도로의 26번 교차로이다. 1986년 12월 24일에 회덕 기점 72.7km 지점에 개통되었으며 완주군 삼례읍내로 진출할 수 있고, 인근에 우석대학교 전주캠퍼스가 있다.

## 연혁
- 1986년 3월 14일 : 나들목 건설을 위해 전라북도 익산군 왕궁면 온수리 700m 구간 도로구역 변경[2]
- 1986년 12월 24일 : 나들목 개통[3]
- 1987년 1월 6일 : 나들목 신설로 삼례 도시계획시설 교통광장에 익산시 왕궁면 온수리 일원을 삼례 나들목으로 고시[4]
- 2010년 8월 25일 : 2011년 6월까지 나들목 회차로 설치를 위해 익산시 도시계획시설 교통광장 면적 변경[5]

## 구조물 정보
- 위치: 전북특별자치도 익산시 왕궁면 온수리
- 영업소: 전북특별자치도 익산시 왕궁면 학호2길 7

## 접속하는 도로
- 삼례나들목로
- 우주로
- 녹색로
- 지방도 제799호선 (삼봉로)
- 간접 연결 : 국도 제1호선 (삼례로, 삼례사거리 이용)

## 교통량 정보
| 요금소        | 통행량 (대/일) | 통행량 (대/일) | 통행량 (대/일) | 통행량 (대/일) | 통행량 (대/일) | 통행량 (대/일) | 통행량 (대/일) | 통행량 (대/일) | 통행량 (대/일) | 통행량 (대/일) | 각주  |
| 요금소        | 2001년         | 2002년         | 2003년         | 2004년         | 2005년         | 2006년         | 2007년         | 2008년         | 2009년         | 2010년         | 각주  |
| ------------- | -------------- | -------------- | -------------- | -------------- | -------------- | -------------- | -------------- | -------------- | -------------- | -------------- | ----- |
| 삼례 (폐쇄식) | 2,025          | 1,931          | 1,771          | 1,772          | 1,672          | 1,797          | 1,870          | 2,013          | 2,101          | 2,123          | [ 6 ] |
| 요금소        | 2011년         | 2012년         | 2013년         | 2014년         | 2015년         | 2016년         | 2017년         | 2018년         | 2019년         |                | [ 6 ] |
| 삼례 (폐쇄식) | 2,227          | 2,304          | 2,444          | 2,487          | 2,674          | 2,857          | 2,663          | 2,626          | 2,595          |                | [ 6 ] |